# بیس (فیلم)
«بیس» (انگلیسی: The Base) یک فیلم سینمایی آمریکایی در ژانر اکشن و مهیج به کارگردانی مارک ال. لستر است که در سال ۱۹۹۹ منتشر شد.